# دانيل لينغيل
دانيل لينغيل (بالمجرية: Lengyel Dániel)‏ هو لاعب كرة قدم مجري في مركز الدفاع، ولد في 1 مارس 1989 في بودابست في المجر. شارك مع منتخب المجر تحت 17 سنة لكرة القدم ومنتخب المجر تحت 19 سنة لكرة القدم. أما مع النوادي، فقد لعب مع نادي بكسكابا 1912 إلوره ونادي بودابست.